# Hydropsyche rossi
Hydropsyche rossi är en nattsländeart som beskrevs av Flint, Voshell och Parker 1979. Hydropsyche rossi ingår i släktet Hydropsyche och familjen ryssjenattsländor. Inga underarter finns listade i Catalogue of Life.